# Rich Girl
«Rich Girl» es una canción interpretada por la cantante estadounidense Gwen Stefani, con la colaboración de la rapera Eve, e incluida en su primer álbum de estudio Love. Angel. Music. Baby., de 2004. Fue compuesta por la cantante, Mark Batson, Jerry Bock, Kara DioGuardi, Mike Elizondo, Eve, Sheldon Harnick, Chantal Kreviazuk y Andre Young, y Dr. Dre se encargó de la producción. La compañía Interscope Records la publicó por primera vez el 14 de diciembre de 2004, como el segundo sencillo del disco. Stefani compuso «Rich Girl» con Eve tras haber colaborado anteriormente en el sencillo de esta última, «Let Me Blow Ya Mind», de 2001. Ambas se lo presentaron a Dr. Dre, quien, en lugar de hacer una pista elaborada, decidió usar la canción «Rich Girl» (1993) del dúo Louchie Lou & Michie One, que a su vez era una adaptación de «If I Were a Rich Man» del musical El violinista en el tejado (1964). Es una canción dance pop y dancehall e incluye instrumentos como el teclado, la guitarra y el bajo; la letra discute los sueños de la riqueza y los lujos.
En términos generales, «Rich Girl» obtuvo comentarios variados por parte de los críticos musicales; si bien fue descrita como un «éxito» y una canción divertida y excelente, los periodistas argumentaron que era irónico que Stefani hablara y discutiera sobre sus deseos de tener dinero. Asimismo, otros no quedaron satisfechos con la inspiración de «If I were a Rich Man». Recibió una nominación en los premios Grammy de 2006, en la categoría de mejor colaboración de rap/cantada, y ganó en los Teen Choice Awards de 2005 a mejor colaboración. Desde el punto de vista comercial, llegó a los diez primeros puestos en Australia, Austria, Bélgica, Dinamarca, Estados Unidos, Finlandia, Francia, Irlanda, Italia, Noruega, Nueva Zelanda, Países Bajos, Reino Unido, Suecia y Suiza. El videoclip, dirigido por David LaChapelle, incluye temática pirata y está inspirado en una campaña de publicidad de la diseñadora Vivienne Westwood. Stefani interpretó «Rich Girl» en las giras Harajuku Lovers Tour (2005) y The Sweet Escape Tour (2007).

## Concepción

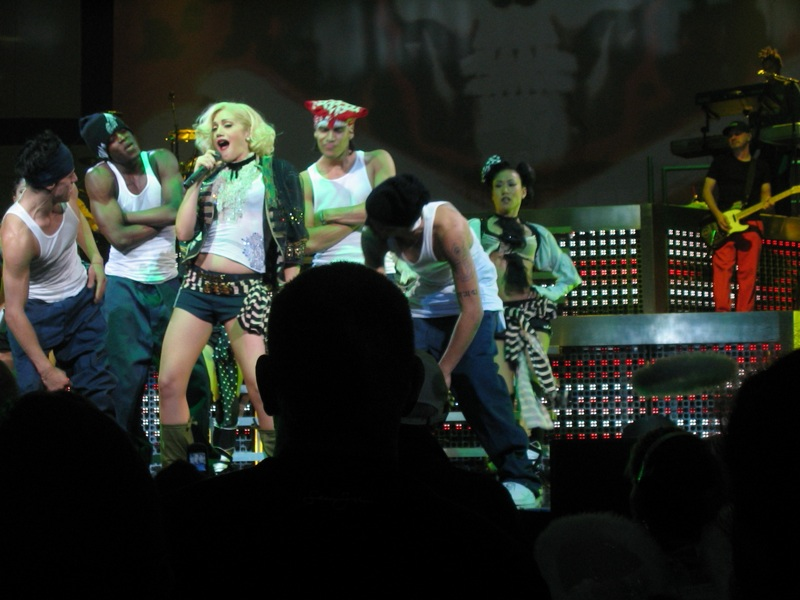
Uno de los trajes utilizados para la interpretación de «Rich Girl» en la gira Harajuku Lovers Tour incluía un pantalón corto negro (en la imagen).

Gwen Stefani y la rapera Eve ya habían colaborado en el sencillo «Let Me Blow Ya Mind» de 2001. Cuando la primera comenzó a grabar su material discográfico solista, Eve expresó interés en trabajar de nuevo con ella, al decir: «[Stefani] vuela, sabe lo que hace, tiene talento. Será genial una colaboración nueva». Ambas decidieron trabajar después de una reunión social que ofreció Eve en su casa. Después de que Stefani compuso más de 20 canciones para el álbum, buscó a Dr. Dre para la producción del tema, quien ya había trabajado con las dos en «Let Me Blow Ya Mind» y »Wicked Day» —del álbum Rock Steady (2001) de No Doubt— respectivamente.
Después de que Stefani le tocara a Dr. Dre varias canciones en las que había estado trabajando, le contestó: «No querrás volver a hacerlo». En lugar de usar alguna pista elaborada, el productor sugirió usar la canción «Rich Girl» (1993), del dúo inglés de reggae Louchie Lou and Michie One, que era una nueva versión de «If I were a Rich Man» del musical El violinista en el tejado (1964). Por su parte, Stefani e Eve ayudaron a escribir algunos versos y los presentaron a Dr. Dre; al respecto, les respondió que la iba a reescribir para que Stefani interpretase un personaje ficticio dentro del tema.
Puesto a que no había visto el musical desde que era niña, Stefani viajó a Broadway para entender mejor el tema que «incluso si eres pobre y tienes amor, eres rico». La idea era que pudiera escribir la canción correctamente. La cantante comentó que la dificultad para su composición era que «Dre me empujó a escribir de un modo totalmente nuevo». Cuando se la presentó al productor, este dijo que era demasiado fresca y expresó agrado al producto final.

## Lanzamiento
La compañía discográfica Interscope Records publicó por primera vez «Hollaback Girl» el 14 de diciembre de 2004 en los Estados Unidos, como el segundo sencillo de Love. Angel. Music. Baby. y en formato LP y vinilo de 12". Posteriormente, el 20 de febrero de 2005, se puso a la venta como descarga digital en el continente europeo y Australia; al día siguiente, en este último, se lanzó en CD. Tiempo después, el 7 de marzo, se volvió a publicar en ese formato en los Estados Unidos, como así también en descarga digital; esta última incluía la versión del álbum y una interpretación en directo de «What You Waiting For?». Finalmente, el 14 de marzo, se la relanzó en el territorio estadounidense digitalmente, con la diferencia que además incluía el tema «Harajuku Girls» y el vídeo musical de «Hollaback Girl». También, en el Reino Unido, se publicó en sencillo en CD y maxisencillo en esa misma fecha.

## Composición

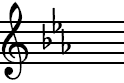
«Rich Girl» está compuesta en la tonalidad de do menor.

«Rich Girl» es una canción perteneciente a los géneros musicales dance pop y dancehall. Según la partitura publicada en Musicnotes por Alfred Publishing Co., Inc., está compuesta en un compás de 4/4, en la tonalidad de do menor y con un tempo moderado de 100 pulsaciones por minuto. El registro vocal de Stefani abarca dos octavas, desde la nota grave sol3 a la aguda mi5. El ritmo está acompañado por la alternancia de parejas de quinta y acordes de piano acentuados. La canción está compuesta en la forma estribillo-verso-estribillo y la instrumentación incluye los teclados, la guitarra y el bajo. La introducción consiste en el uso repetido de la palabra na; la nota más alta se encuentra en la repetición de esta e igualmente la más baja. Además, cuenta con un puente, en donde Stefani hace ecos y precede al estribillo.
En la letra, Stefani discute los sueños de la riqueza y los lujos; John Murphy de musicOMH la calificó como «irónica». En otros comentarios, Rob Williams, escribiendo para Winnipeg Sun, comentó que se refiere «a tener montones de dinero en efectivo», mientras que Jon Pareles del New York Times sostuvo que habla sobre el «estilo». Además, «Rich Girl» hace referencias directas a los diseñadores de moda John Galliano y Vivienne Westwood. Al respecto, la cantante comentó que dichas referencias no eran publicidad por emplazamiento, sino que las incluyó porque creía que eran estupendos y quería hablar sobre ellos: «Daría todo mi dinero [a Westwood] y compraría toda su ropa». Un puente, en el que la voz de la artista es sobregrabada, precede el segundo estribillo. Durante el segundo verso, Stefani hace referencia a sus Harajuku Girls, y luego repite el puente. Seguido del rap de Eve, canta el estribillo una vez más y cierra la canción con una coda, que, como la introducción, consiste en repetir la palabra na.

## Recepción crítica
«Rich Girl» recibió comentarios diversos por parte de los críticos musicales. Richard Smirke de Playlouder dijo que es «un elemento necesario para definir la diversidad de L.A.M.B.» y señaló que «es un éxito seguro». Krissi Murison de la NME, sin embargo, la describió como un «parque infantil que ofrece un cameo de Eve». John Murphy de musicOMH, en su reseña al sencillo, le dio una calificación positiva, y sostuvo que es «una canción excelente y divertida, muy superior a toda la basura comercial que sale por estos días», pero señaló que no tiene la potencia de «Let Me Blow Ya Mind» y que las referencias a las Harajuku Girls eran «algo raras». Lisa Haines de la BBC se refirió a «Rich Girl» como una «canción de disco y oro, muy fácil de bailar». Charles Merwin de Stylus Magazine lo comparó con algunas canciones del álbum Rock Steady de No Doubt, y lo describió como «una pequeña versión de "Hey Baby"».
Varios críticos encontraron que era irónico que Stefani, quien había sido elegida como una de las mujeres más poderosas en la industria musical y vendido más de 30 millones de discos con No Doubt, hablara y discutiera sobre sus deseos de tener dinero. De este modo, John Murphy de musicOMH, en su reseña a Love. Angel. Music. Baby., afirmó que era «algo extraño» para Stefani cantar el tema mientras vive de las regalías de No Doubt y de su esposo, el músico de post-grunge Gavin Rossdale. Anthony Carew de Neumu llamó la letra «insípida» y señaló que «la increíblemente estrella millonaria del pop se pregunta cómo sería ser, ¡uh! si, increíblemente rico...». El periodista Ben Wener, de The Orange County Register, hizo una entrevista a Stefani: en ella le señaló que la letra era falsa y «absurda», y Stefani le respondió que era un punto de vista que tenía cuando no era famosa. Posteriormente, la cantante se negó a publicar las credenciales al diario después de que el reportero escribiese: «Al mismo tiempo que se informaba que Gwen Stefani tiene una fortuna de alrededor de 90 millones de dólares gracias a sus álbumes y su línea de ropa, no es más que solo una chica del condado de Orange que trabajó en Best Buy vendiendo Commodore 64». En respuesta, la artista escribió la canción titulada «Orange County Girl» para su segundo álbum de estudio, The Sweet Escape (2006).
La inspiración de «If I were a Rich Man» recibió críticas variadas. Así, Jason Damas de PopMatters argumentó que el tema «se vuelve un himno urbano para la cultura bling-bling», pero que «los acordes del piano hacen que sea una buena percusión». Nick Sylvester de Pitchfork Media se refirió a la canción como cursi, mientras que Winnie MCCroy, de The Villager, dedujo que era «innovadora» y concluyó que «toma un viejo estilo gritón de las canciones de rap». Por el contrario, David Browne de Entertainment Weekly indicó que la base de «If I were a Rich Man» se usó torpe e irónicamente, y Rob Sheffield de Rolling Sotne llamó a la interpolación «tonta». Por último, Jason Shawhan de About.com calificó a la pista como un «desmontaje dancehall [y] house clásico de "If I were a Rich Man"», y añadió que «si esto es lo que Jay-Z eludió con Annie [...], me alegro de ello». «Rich Girl» recibió una nominación a los premios Grammy de 2006, en la categoría de mejor colaboración de rap/cantada, pero perdió ante «Numb/Encore» de Linkin Park con Jay-Z. Por otro lado, en los Teen Choice Awards de 2005, la canción ganó el premio a mejor colaboración, y, en los BMI Music Awards, recibió la distinción, junto con otras pistas seleccionadas, a canción pop del 2006.

## Recepción comercial
«Rich Girl» obtuvo un éxito comercial en el mundo. En Estados Unidos, la canción debutó en el puesto número 74 de la lista Billboard Hot 100, el 25 de diciembre de 2004. Alcanzó la séptima posición después de diez ediciones y permaneció en el repertorio por 27 semanas. Asimismo, obtuvo un éxito en los demás conteos del país, pues ocupó los diez primeros en Digital Songs, Pop 100, Pop 100 Airplay, Pop Songs y Dance/Mix Show Airplay. Por otro lado, ingresó al top 30 en la Adult Pop Songs, Radio Songs, Adult Top 40, Rhythmic Top 40, Top 40 Adult Recurrents y Top 40 Tracks, mientras que en las listas Dance Club Songs y Hot R&B/Hip-Hop Songs llegó a los lugares 36 y 78, respectivamente. Tras su logro en los Estados Unidos, la Recording Industry Association of America (RIAA) certificó a «Rich Girl» con doble disco de platino, por vender 2 000 000 copias allí. Además, en la lista anual del 2005, se ubicó en el número 31.

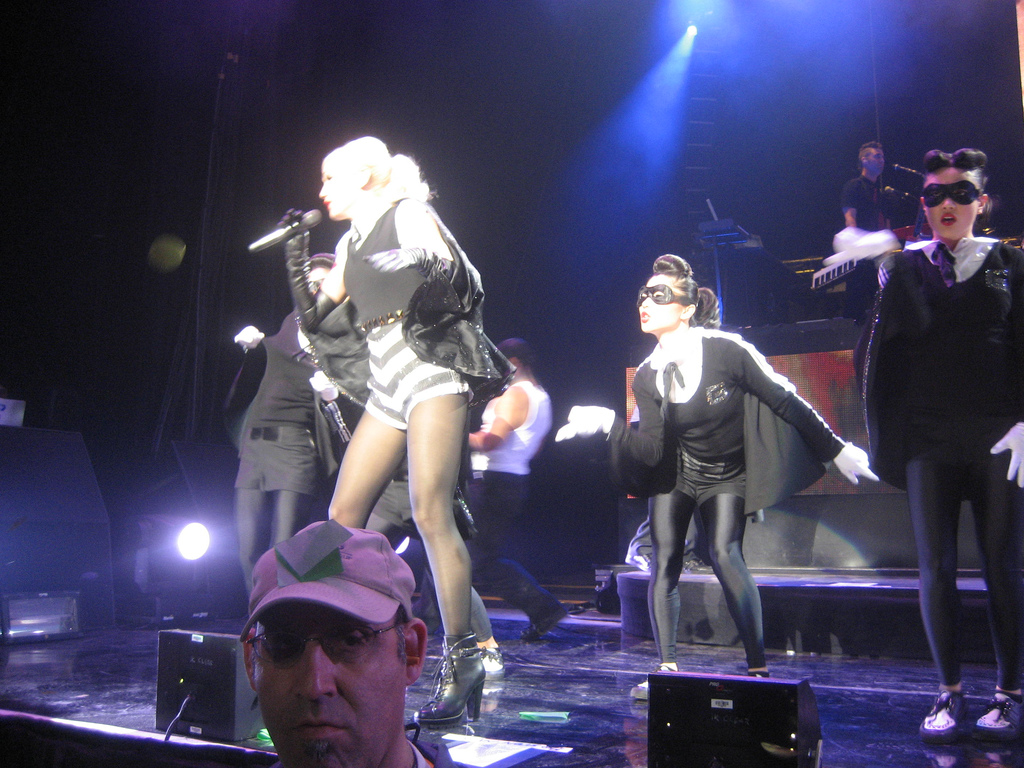
La cantante interpretando el tema en la gira The Sweet Escape Tour (2007).

En Australia, debutó y alcanzó la segunda posición de la lista oficial de sencillos, el 6 de marzo de 2005, solo superado por «Over and Over» (2004), de Nelly con Tim McGraw; permaneció en total 13 semanas allí. En la lista anual del país, se posicionó en el número 26, y la Australian Recording Industry Association (ARIA) la certificó con disco de platino, tras vender 70 000 copias. Por su parte, en Nueva Zelanda, escaló hasta el número 3 el 21 de marzo —tras haber estado en el 28 la semana anterior— y permaneció una semana en esa posición. La asociación Recording Industry Association of New Zealand (RIANZ) lo premió con un disco de oro, tras comercializar más de 7500 unidades en dicho territorio.
En Europa el tema también contó con un buen recibimiento. En Reino Unido, debutó y ocupó el cuarto lugar de la UK Singles Chart, para la semana del 26 de marzo, y estuvo en la lista por 12 ediciones. En los demás mercados musicales, ocupó las cinco primeras posiciones en los países de Dinamarca, la región Flamenca de Bélgica, Francia, Irlanda, Noruega, Países Bajos y Suecia. En las listas European Hot 100 Singles y European Radio Airplay alcanzó el segundo lugar. «Rich Girl» figuró entre los diez primeros en Austria, Finlandia, Francia y Suecia, mientras que en los veinte mejores figuró en Alemania y la región Valona de Bélgica. Finalmente, llegó al puesto número 28 en la lista oficial de Hungría.

## Vídeo musical

La trama del vídeo incluye conflictos entre galeones.

David LaChapelle dirigió el vídeo musical que acompañó a la canción. Este incluye temática pirata y está inspirado en una campaña de publicidad de la diseñadora Vivienne Westwood. Inicia con cuatro estudiantes japonesas jugando con un barco pirata de juguete, un acuario y unas muñecas Bratz con la imagen de Gwen Stefani e Eve, mientras dialogan acerca de qué harían si fuesen una «niña rica». Después, empieza la canción y aparece Stefani en una cubierta de un barco pirata, bailando encima de una mesa, mientras está rodeada de piratas y cantineros. Pronto entra Eve, vistiendo un parche de ojo. Otras escenas muestran a la cantante, bailarines, las Harajuku Girs e Eve bailando en la cubierta y en el aparejo del barco. El vídeo incluye flashbacks que muestran a la cantante y a las Harajuku bailando con una espada y un ancla, en un escenario inspirado en un tesoro pirata. El clip muestra una temática referente a que los movimientos que causan las estudiantes japonesas con los juguetes, son similares a los que pasan con Stefani e Eve en el barco pirata. Cuando las muchachas insertan el barco de juguete al acuario, el galeón donde están las cantantes es atacado por cañones de otro barco, causando que dejen de bailar y todos caen al piso. La canción y el vídeo terminan cuando el barco naufraga.
El vídeo musical obtuvo un éxito en el canal de música Total Request Live de MTV; el 13 de diciembre de 2004, debutó en la posición 9, y llegó hasta el número 5. Permaneció en la lista un total de 13 días. El canal VH1 incluyó al vídeo en el puesto 25 en la lista de los 40 mejores del 2005.

## Presentaciones en directo
El 19 de marzo de 2005, Stefani se presentó en el programa de televisión Saturday Night Live, donde interpretó por primera vez «Rich Girl», y también «Hollaback Girl». Posteriormente, la cantante incluyó a la canción en las giras Harajuku Lovers Tour (2005) y The Sweet Escape Tour (2007). En la primera, era la sexta canción del repertorio; llevaba puesto un pantalón corto negro y un pañuelo, en un estilo pandillera, mientras caminaba por una pasarela a la multitud y daba los cinco a los espectadores. Una reseña del concierto del 18 de octubre de 2005 en San José, California, la dio Jim Harrington de LiveDaily, quien sostuvo que «la energía, tristemente, escaseaba esta noche. Stefani parecía estar en piloto automático [...] en las interpretaciones tibias de "Harajuku Girls" y "Rich Girl"». Posteriormente, la presentación figuró en el DVD de la gira, Harajuku Lovers Live, publicado el 5 de diciembre de 2006 y grabado en Anaheim, California. Por último, en la segunda gira, era el segundo tema del repertorio; Stefani salía de una jaula dorada, vestida con una capa. Joan Anderman de Boston.com comentó que «"Rich Girl" fue la banda sonora de un robo adorable [en referencia a "If I were a Rich Man"], con Gwen y las [Harajuku] Girls en capas de murciélago». Por su parte, Katrina-Kasey Wheeler de PopMatters indicó que la cantante envió al público en una histeria controlada.

## Lista de canciones
| CD y descarga digital en los Estados Unidos — Sencillo en CD publicado en Europa |                                      |          |  |
| N.º                                                                              | Título                               | Duración |  |
| 1.                                                                               | «Rich Girl» (versión del álbum)      | 3:56     |  |
| 2.                                                                               | «What You Waiting For?» (en directo) | 3:52     |  |

| Sencillo en CD promocional publicado en el Reino Unido |                                   |          |  |
| N.º                                                    | Título                            | Duración |  |
| 1.                                                     | «Rich Girl» (versión de la radio) | 3:47     |  |
| 2.                                                     | «Rich Girl» (instrumental)        | 4:21     |  |

| Sencillo en CD promocional publicado en España |                                 |          |  |
| N.º                                            | Título                          | Duración |  |
| 1.                                             | «Rich Girl» (versión del álbum) | 3:56     |  |

| Descarga digital de Australia y Europa |                                      |          |  |
| N.º                                    | Título                               | Duración |  |
| 1.                                     | «Rich Girl» (versión del álbum)      | 3:56     |  |
| 2.                                     | «What You Waiting For?» (en directo) | 3:41     |  |
| 3.                                     | «Harajuku Girls» (en directo)        | 4:35     |  |

| Descarga digital de Estados Unidos — Maxisencillo en CD publicado en Australia, Europa y el Reino Unido |                                      |          |  |
| N.º | Título                               | Duración |  |
| 1. | «Rich Girl» (versión del álbum)      | 3:56     |  |
| 2. | «What You Waiting For?» (en directo) | 3:52     |  |
| 3. | «Harajuku Girls» (en directo)        | 4:36     |  |
| 4. | «Rich Girl» (vídeo musical)          | 4:03     |  |

| Vinilo de 12" publicado en los Estados Unidos |                                           |          |  |
| N.º                                           | Título                                    | Duración |  |
| 1.                                            | «Rich Girl» (Get Rich Mix)                | 4:06     |  |
| 2.                                            | «Rich Girl» (Get Rich Instrumental)       | 4:21     |  |
| 3.                                            | «Rich Girl» (Get Rich Quick Mix)          | 3:47     |  |
| 4.                                            | «Rich Girl» (Get Rich Quick Instrumental) | 4:21     |  |
| 5.                                            | «Rich Girl» (a capela)                    | 3:57     |  |

| Vinilo de 12" promocional publicado en Europa |                                 |          |  |
| N.º                                           | Título                          | Duración |  |
| 1.                                            | «Rich Girl» (versión del álbum) | 3:56     |  |
| 2.                                            | «Rich Girl» (Get Rich Mix)      | 4:06     |  |
| 3.                                            | «Rich Girl» (instrumental)      | 4:21     |  |

| Vinilo de 12" promocional publicado en el Reino Unido |                                   |          |  |
| N.º                                                   | Título                            | Duración |  |
| 1.                                                    | «Rich Girl» (versión del álbum)   | 3:56     |  |
| 2.                                                    | «Rich Girl» (instrumental)        | 4:21     |  |
| 3.                                                    | «Rich Girl» (versión de la radio) | 4:06     |  |
| 4.                                                    | «Rich Girl» (instrumental)        | 4:21     |  |

| Vinilo de 12" y maxisencillo promocional publicado en Francia |                                        |          |  |
| N.º                                                           | Título                                 | Duración |  |
| 1.                                                            | «Rich Girl» (Extended Mix By Guéna LG) | 5:26     |  |
| 2.                                                            | «Rich Girl» (instrumental)             | 4:11     |  |
| 3.                                                            | «Rich Girl» (versión del álbum)        | 3:56     |  |
| 4.                                                            | «Rich Girl» (Get Rich Mix)             | 4:06     |  |

| CD promocional publicado en Europa |                                 |          |  |
| N.º                                | Título                          | Duración |  |
| 1.                                 | «Rich Girl» (versión del álbum) | 3:56     |  |
| 2.                                 | «Rich Girl» (Get Rich Mix)      | 4:08     |  |
| 3.                                 | «Rich Girl» (instrumental)      | 4:11     |  |

## Posicionamiento en listas
| País (Lista 2005)                        | Mejor posición |
| ---------------------------------------- | -------------- |
| Alemania                                 | 14             |
| Australia                                | 2              |
| Austria                                  | 10             |
| Bélgica Flandes                          | 4              |
| Bélgica Valonia                          | 12             |
| Dinamarca                                | 3              |
| Estados Unidos (Adult Pop Songs)         | 16             |
| Estados Unidos (Adult Top 40)            | 16             |
| Estados Unidos (Billboard Hot 100)       | 7              |
| Estados Unidos (Dance Club Songs)        | 36             |
| Estados Unidos (Dance/Mix Show Airplay)  | 7              |
| Estados Unidos (Digital Songs)           | 2              |
| Estados Unidos (Hot R&B/Hip-Hop Songs)   | 78             |
| Estados Unidos (Pop 100)                 | 3              |
| Estados Unidos (Pop 100 Airplay)         | 4              |
| Estados Unidos (Pop Songs)               | 4              |
| Estados Unidos (Radio Songs)             | 12             |
| Estados Unidos (Rhythmic Top 40)         | 27             |
| Estados Unidos (Top 40 Adult Recurrents) | 14             |
| Estados Unidos (Top 40 Tracks)           | 15             |
| Finlandia                                | 7              |
| Francia                                  | 4              |
| Hungría                                  | 28             |
| Irlanda                                  | 2              |
| Italia                                   | 7              |
| Noruega                                  | 2              |
| Nueva Zelanda                            | 3              |
| Países Bajos                             | 3              |
| Reino Unido                              | 4              |
| Suecia                                   | 4              |
| Suiza                                    | 6              |
| Unión Europea (Eurocharts Single Sales)  | 2              |
| Unión Europea (Radio Airplay)            | 2              |

| País (Lista 2005)                  | Posición |
| ---------------------------------- | -------- |
| Alemania                           | 87       |
| Australia                          | 26       |
| Austria                            | 65       |
| Bélgica Flandes                    | 27       |
| Bélgica Valonia                    | 51       |
| Estados Unidos (Billboard Hot 100) | 31       |
| Francia                            | 76       |
| Nueva Zelanda                      | 30       |
| Países Bajos                       | 47       |
| Suecia                             | 16       |
| Suiza                              | 45       |
| Unión Europea                      | 33       |

## Certificaciones
| País           | Organismo certificador | Certificación | Unidades certificadas / Ventas |
| -------------- | ---------------------- | ------------- | ------------------------------ |
| Australia      | ARIA                   | Platino       | 70 000                         |
| Estados Unidos | RIAA                   | 2× Platino    | 2 000                          |
| Nueva Zelanda  | RIANZ                  | Platino       | 30 000                         |
| Reino Unido    | BPI                    | Oro           | 400 000                        |
| Suecia         | GLF                    | Oro           | 10 000                         |

## Historial de lanzamientos
| País           | Fecha                   | Discográfica | Formato                     |
| -------------- | ----------------------- | ------------ | --------------------------- |
| Estados Unidos | 14 de diciembre de 2004 | Interscope   | LP                          |
| Estados Unidos | 14 de diciembre de 2004 | Interscope   | 12"                         |
| Australia      | 20 de febrero de 2005   | Interscope   | Descarga digital            |
| Unión Europea  | 20 de febrero de 2005   | Interscope   | Descarga digital            |
| Australia      | 21 de febrero de 2005   | Interscope   | CD                          |
| Unión Europea  | 4 de marzo de 2005      | Interscope   | Maxi CD                     |
| Estados Unidos | 7 de marzo de 2005      | Interscope   | CD                          |
| Estados Unidos | 7 de marzo de 2005      | Interscope   | CD #2                       |
| Estados Unidos | 7 de marzo de 2005      | Interscope   | Descarga digital            |
| Reino Unido    | 14 de marzo de 2005     | Interscope   | CD, maxi CD y vinilo de 12" |
| Estados Unidos | 14 de marzo de 2005     | Interscope   | Descarga digital            |

## Créditos y personal
- Voz: Gwen Stefani y Eve.
- Composición: Mark Batson, Jerry Bock, Kara DioGuardi, Mike Elizondo, Eve, Sheldon Harnick, Chantal Kreviazuk, Gwen Stefani y Andre Young.
- Producción: Dr. Dre.
- Grabación: Greg Collins y Mauricio «Veto» Iragorri (Encore Studios, Burbank, California; Record One, Sherman Oaks, Los Ángeles, California; Henson Recording Studios, Hollywood, Los Ángeles, California).
- Mezcla: Dr. Dre (Record One, Sherman Oaks, Los Ángeles, California).
- Ingeniería: Rouble Kapoor.
- Asistencia de ingeniería: Brad Winslow, Francis Forde, Jaime Sickora
- Teclados: Mark Batson y Mike Elizondo.
- Guitarras: Mark Batson y Mike Elizondo.
- Bajo: Mark Batson.

Fuentes: Discogs y notas de Love. Angel. Music. Baby.